# Ленинград (група)
„Ленинград“ е пънк рок и ска група, създадена в Санкт Петербург, Русия през 1997 г.
Славата си дължи отчасти на нецензурните текстове на песните си, често на алкохолно-битова тематика. Фронтменът на групата е Сергей Шнуров.

## История
В началото на създаването в групата участва Игор Вдовин, но скоро бива заменен от Сергей Шнуров. По време на първите изпълнения на групата често се случва член на групата да е в нетрезво състояние.
Групата е известна със своята анархическа ориентация и протести срещу обществото и управляващите, образ на които става песента Свобода. Кметът на Москва Юрий Лужков лично забранява големи публични изяви на „Ленинград“ в града.

## Настоящ състав
- Сергей Шнуров, Шнур – вокал, музика, текстове
- Вячеслав Антонов, Севич – беквокал, мараки
- Александър Попов, Пузо – голям барабан, вокал
- Андрей Антоненко, Антоненич – туба, аранжировки
- Григорий Зонтов, Зонтик – саксофон
- Роман Паригин, Шухер – тромпет
- Денис Купцов, Кащей – барабани
- Андрей Кураев, Дед – бас
- Илья Рогачевский, Пианист – клавиши
- Константин Лимонов, Лимон – китара
- Владислав Александров, Валдик – тромбон
- Алексей Канев, Леха – саксофон
- Денис Можин, Денс – звукорежисьор
- Флорида Чантурия – вокал, беквокал

## Дискография

### Албуми
- „Пуля“, юли 1999 – O.G.I. Records
- „Мат без электричества“, 17 декември 1999 – Gala Records
- „Дачники“, 13 ноември 2000 – Gala Records
- „Маде ин жопа“, 2001 – Gala Records
- „Пуля +“ (2 CD), 2001 – Gala Records
- „Пираты XXI века“, 25 февруари 2002 – Gala Records
- „Точка“, 29 ноември 2002 – Gala Records
- „Для миллионов“, 21 октомври 2003 – „Мистерия звука“
- „Бабаробот“, 27 май 2004 – „Мистерия звука“ & „ШнурОК“
- „Huinya“, 10 март 2005 – съвместно с The Tiger Lillies, „Мистерия звука“ & „ШнурОК“
- „Хлеб“, 22 ноември 2005 – „Мистерия звука“ & „ШнурОК“
- „Бабье лето“, 28 ноември 2006 – „Мистерия звука“ & „ШнурОК“
- „Аврора“, 20 ноември 2007 – „Мистерия звука“ & „ШнурОК“
- „Хна“, 2011
- „Вечный огонь“, 2011
- „Рыба“, 2012
- „Фарш“, 2014
- „Пляж наш“, 2014
- „Всякое“, 2018

### Други
- „Второй Магаданский“, януари 2003 – солов албум на Сергей Шнуров, „Мистерия звука“
- „Ленинград уделывает Америку“, 2003 – концерти в САЩ, Gala Records
- „Бумер OST“, януари 2004 – музика към филма Баварец, „Мистерия звука“
- „(Не)полное собрание сочинений“, 2004 – сборен албум на най-добрите песни, Gala Records

## Филми
- Фильм о Сергее Шнурове, матершиннике и лидере музыкальной группировки „Ленинград“ (Тофик Шахвердиев)